# Carte postale « Saucy Jacky »

La carte postale « Saucy Jacky », reçue le 1er octobre 1888, est le nom donné à un écrit dans lequel son auteur s'accuse d'être le tueur en série aujourd'hui connu sous le nom de « Jack l'Éventreur ». À cette époque, Scotland Yard, la presse et d'autres institutions britanniques recevaient tellement de courriers qui n'étaient le plus souvent que des canulars, qu'il est encore aujourd'hui impossible de savoir si la carte postale est de la main de l'un des meurtriers qui a sévi dans le district de Whitechapel. Cependant, son contenu était suffisamment étoffé pour inciter les enquêteurs à publier un fac-similé dans l'espoir que quelqu'un identifie son auteur.

## Description
Le texte de la carte postale était :
| I was not codding [sic] dear old Boss when I gave you the tip, you'll hear about Saucy Jacky's work tomorrow double event this time number one squealed a bit couldn't finish straight off. Had not got time to get ears off for police thanks for keeping last letter back till I got to work again. Jack the Ripper | Je ne plaisantais pas cher vieil Ami quand je vous avais donné le tuyau. Vous entendrez parler du travail de Saucy Jacky demain événement double cette fois-ci la numéro un couina un peu je n'ai pu terminer d'emblée. N'avais pas eu le temps de couper les oreilles pour la police merci d'avoir gardé la dernière lettre jusqu'à ce que je retourne au travail encore. Jack l'Éventreur |

## Histoire
Oblitérée le 1er octobre 1888 et reçue le même jour par la Central News, la carte postale indique que deux personnes seront assassinées presque en même temps : « double event this time ». Elizabeth Stride et Catherine Eddowes, deux victimes présumées de Jack l'Éventreur, furent tuées au petit matin du 30 septembre. Une partie d'une oreille d'Eddowes fut trouvée près de son corps et son visage avait été mutilé. Quelques auteurs ont affirmé que la carte postale fut expédiée avant que les deux meurtres ne soient mentionnés dans la presse, il aurait donc été impossible que son expéditeur soit au courant de ces deux crimes. Cependant, elle avait été oblitérée plus de 24 heures après les meurtres, les détails étaient donc largement connus des journalistes et des habitants du coin. Plus tard, la police annonça avoir identifié l'auteur de la lettre « Dear Boss » et de la carte postale, un journaliste.

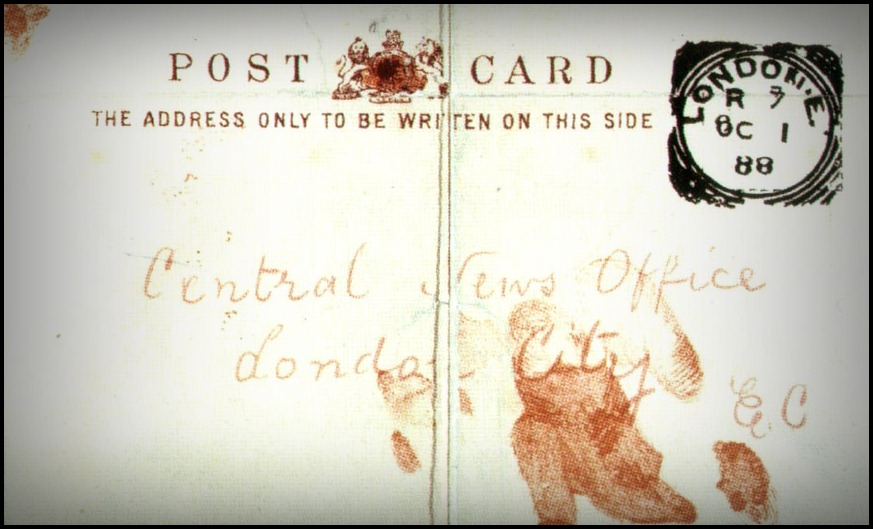
Fac-similé du recto de la carte postale « Saucy Jacky ».

La lettre « Dear Boss » et la carte postale disparurent des dossiers du Metropolitan Police Service. La première fut retrouvée en 1988, alors que la dernière ne l'est toujours pas.